# Alessandro Fè d'Ostiani (politico)
Alessandro Fè d'Ostiani (Brescia, 12 giugno 1825 – Roma, 4 giugno 1905) è stato un politico e diplomatico italiano.
Conte, fu senatore del Regno d'Italia dalla XVII alla XXII legislatura ed esponente della nobile famiglia bresciana dei Fè-d'Ostiani.

## Biografia
Figlio del conte Giulio (1794-1871) e della contessa Paola Fenaroli (1800-1867), fratello di Girolamo (1827-1893), ufficiale di cavalleria che partecipò alla battaglia di San Martino, Luigi (1829-1907) prelato domestico di papa Leone XIII, e Paolo (1835-1901) colonnello dei bersaglieri.
Laureato in Giurisprudenza con studi sul diritto internazionale presso l'Università di Vienna, fu nominato Conte da Re Vittorio Emanuele II, con D.R. del 1928 tale titolo fu esteso a tutti i rami ultrogeniti.
Fu aggregato allo stato maggiore del Re nella campagna del 1848, dove prestò servizio presso il settimo reggimento cavalleria e posto a disposizione del ministero degli esteri.
Sposò la nobile Rita Maria Souza Breves dalla quale ebbe una figlia, Paolina, che andò in sposa al nobile Tristano de Montholon Semonville.
Fu socio della Società geografica italiana (1867) e membro del Consiglio del contenzioso diplomatico.
Nel 1890 venne nominato senatore del Regno d'Italia, durante la XVII legislatura. Durante tale carica, grazie alla sua esperienza nel campo diplomatico fu nominato membro della Commissione per l'esame dei disegni di legge sui trattati internazionali (29 gennaio 1903-4 giugno 1905).
Fu sindaco dal comune di Bienno dal 1899 al 1905 anno della sua morte.

### Carriera diplomatica
Nominato Inviato straordinario e ministro plenipotenziario di II classe, fu scelto come rappresentante del Regno d'Italia nel profondo oriente, a bordo della Principessa Clotilde arriverà in Giappone dove sostituirà il conte Sallier della Torre nella carica di ambasciatore, carica che manterrà dal 1870 al 1877 come rappresentante del Regno presso l'Impero del Giappone, e l'Impero cinese. Promosso Inviato straordinario e ministro plenipotenziario di I classe, nel 1880 fu nominato ambasciatore presso il Regno del Belgio, carica che mantenne per sette anni.